# Дарем (переписна місцевість, Нью-Гемпшир)
Дарем (англ. Durham) — переписна місцевість (CDP) в США, в окрузі Страффорд штату Нью-Гемпшир. Населення — 11 147 осіб (2020).

## Географія
Дарем розташований за координатами 43°8′23″ пн. ш. 70°55′21″ зх. д. / 43.13972° пн. ш. 70.92250° зх. д. (43.139823, -70.922625).  За даними Бюро перепису населення США в 2010 році переписна місцевість мала площу 7,07 км², з яких 6,97 км² — суходіл та 0,11 км² — водойми.

## Демографія
Згідно з переписом 2010 року, у переписній місцевості мешкало 10 345 осіб у 1669 домогосподарствах у складі 642 родин. Густота населення становила 1463 особи/км².  Було 1727 помешкань (244/км²).
Расовий склад населення:
| - 93,1 % — білих - 3,6 % — азіатів - 1,0 % — чорних або афроамериканців - 0,1 % — корінних американців |

До двох чи більше рас належало 1,6 %. Частка іспаномовних становила 2,3 % від усіх жителів.
За віковим діапазоном населення розподілялося таким чином: 4,6 % — особи молодші 18 років, 90,7 % — особи у віці 18—64 років, 4,7 % — особи у віці 65 років та старші. Медіана віку мешканця становила 20,5 року. На 100 осіб жіночої статі у переписній місцевості припадало 83,2 чоловіків;  на 100 жінок у віці від 18 років та старших — 81,9 чоловіків також старших 18 років.
Середній дохід на одне домашнє господарство  становив 80 066 доларів США (медіана — 48 083), а середній дохід на одну сім'ю — 141 247 доларів (медіана — 111 875). Медіана доходів становила 61 250 доларів для чоловіків та 51 696 доларів для жінок. За межею бідності перебувало 35,9 % осіб, у тому числі 1,4 % дітей у віці до 18 років та 10,8 % осіб у віці 65 років та старших.
Цивільне працевлаштоване населення становило 6013 осіб. Основні галузі зайнятості: освіта, охорона здоров'я та соціальна допомога — 39,1 %, мистецтво, розваги та відпочинок — 27,0 %, роздрібна торгівля — 10,2 %, науковці, спеціалісти, менеджери — 7,7 %.